# Lewis Black
Lewis Niles Black (Silver Spring, Maryland, 30 de agosto de 1948) es un comediante, actor y escritor estadounidense. Es conocido por su estilo de comedia, que a menudo incluye la simulación de un colapso mental, o un discurso cada vez más enfadado, ridiculizando la historia, la política, la religión, las tendencias y fenómenos culturales. Fue el presentador del programa de televisión Lewis Black's Root of All Evil de Comedy Central, y participa en The Daily Show con una sección llamada "Back in Black".

## Biografía
Nació en Silver Spring, Maryland, hijo de Jeannette y Sam Black, quienes eran de origen judío. Estudió en la Universidad de Carolina del Norte, y tras graduarse comenzó a trabajar como dramaturgo, influido por Beolco, Molière y Dario Fo. Escribió cerca de cuarenta obras de teatro. Durante este periodo comenzó a hacer comedia en vivo.
En 1998 protagonizó uno de los capítulos del programa Comedy Central Presents, donde realizó una de sus rutinas humorísticas. Black volvió a participar en el programa en dos ocasiones más, en 2000 y 2002. En 2004, grabó una rutina de comedia en vivo para HBO, titulada Black on Broadway. Dos años más tarde grabó otro especial, titulado Red, White, and Screwed. Ha ganado dos premios Grammy en la categoría de mejor álbum de comedia, por sus discos The Carnegie Hall Performance (2007) y Stark Raving Black (2011).
Además de su labor como comediante, ha contribuido con su voz en varias series y películas animadas. Interpretó a Mobrain en la serie Duck Dodgers, al Duplicador Mortal en Harvey Birdman, Attorney at Law, a Ted en My Gym Partner's a Monkey y a Mr. E en Scooby-Doo! Mystery Incorporated. Interpretó a un personaje en la película animada Farce of the Penguins, de 2006. Trabajó en la película Inside Out (2015), de Pixar, donde interpretó a Furia/Ira.

## Libros
- Nothing's Sacred (2005)
- Me of Little Faith (2008)
- I'm Dreaming of a Black Christmas (2010)

## Filmografía

### Cine
- Inside Out 2 (2024) - Furia/Ira
- The Last Laugh (2019) - Max Becker
- Imitation Girl (2017) - Lew
- Better Off Single (2016) - Terapeuta
- Rock Dog (2016) - Linnux
- Inside Out (2015) - Furia/Ira
- Afghan Luke (2011) - Lewis Black
- Peep World (2010) - Narrador
- Unaccompanied Minors (2006) - Oliver Porter
- El hombre del año (2006) - Eddie Langston
- Accepted (2006) - Ben Lewis
- East Broadway (2007) - Ben York
- Farce of the Penguins (2006) - Jimmy
- The Night We Never Met (1993) - Marty Holder
- Joey Breaker (1993) - Peter Grimm
- The Hard Way (1991) - Banquero
- Jacob's Ladder (1990) - Doctor
- Hannah y sus hermanas (1986) - Paul

### Televisión
| Año          | Título                            | Rol                            | Notas                                            |
| ------------ | --------------------------------- | ------------------------------ | ------------------------------------------------ |
| 1990–1991    | The Days and Nights of Molly Dodd | Bernie                         | 5 episodios                                      |
| 1991         | Law & Order                       | Director Franklin Frome        | Temporada 2, Episodio 3: "Aria"                  |
| 1996–present | The Daily Show                    | Commentator                    | "Back in Black"                                  |
| 1997         | Homicide: Life on the Street      | Laslo "Punchy" Deleon          | Episodio: "Deception"                            |
| 1997         | Mad About You                     | The Pizza Slice                | Temporada 6, Episodio 7: "Le Sex Show"           |
| 2003         | The Brak Show                     | Brain Slug / Zorak             | 2 episodios                                      |
| 2004         | Law & Order: Special Victims Unit | BJ Cameron                     | Episodio: "Obscene"                              |
| 2005         | Duck Dodgers                      | Manobrain                      | Voz                                              |
| 2005–2007    | Harvey Birdman, Attorney at Law   | The Deadly Duplicator, Elliott | Voz                                              |
| 2006         | Lewis Black: Red, White & Screwed | Himself                        | HBO especial de comedia                          |
| 2007         | My Gym Partner's a Monkey         | Ted                            | Voz                                              |
| 2008         | Lewis Black's Root of All Evil    | Himself                        |                                                  |
| 2009         | The Big Bang Theory               | Dr. Crawley                    | Temporada 3, Episodio 2: The Jiminy Conjecture") |
| 2010         | Scooby-Doo! Mystery Incorporated  | Mr. E/Ricky Owens              | Voz                                              |
| 2011         | Robotomy                          | Gore-Ax                        | Voz                                              |
| 2011         | Los pingüinos de Madagascar       | Dale                           | Voz                                              |
| 2012–14      | Las Tortugas Ninja                | Spider Bytez / Vic             | Voz                                              |
| 2016         | Madoff                            | Ezra Merkin                    | Miniserie                                        |
| 2016         | Crisis in Six Scenes              | Al                             | 2 episodios                                      |
| 2025         | Dream Productions                 | Furia                          | Voz                                              |